# Cytheropteron dorsocostatum
Cytheropteron dorsocostatum är en kräftdjursart som beskrevs av Robin C. Whatley och Francis Masson 1980. Cytheropteron dorsocostatum ingår i släktet Cytheropteron och familjen Cytheruridae. Arten har ej påträffats i Sverige. Inga underarter finns listade i Catalogue of Life.